# Mirror Ball Tour
Mirror Ball Tour – dwunasta trasa koncertowa grupy muzycznej Def Leppard; w jej trakcie odbyły się sześćdziesiąt trzy koncerty.
1. 7 czerwca 2011 - Belfast, Irlandia Północna - Odyssey Arena
2. 8 czerwca 2011 - Dublin, Irlandia - O2 Arena
3. 10 czerwca 2011 - Castle Donington, Anglia - Download Festival
4. 15 czerwca 2011 - West Palm Beach, Floryda, USA - Cruzan Amphitheatre
5. 17 czerwca 2011 - Tampa, Floryda, USA - 1-800-ASK-GARY Amphitheatre
6. 18 czerwca 2011 - Atlanta, Georgia, USA - Aaron's Amphitheatre at Lakewood
7. 19 czerwca 2011 - Orange Beach, Alabama, USA - The Amphitheatre at the Wharf
8. 22 czerwca 2011 - Charlotte, Karolina Północna, USA - Verizon Wireless Amphitheatre
9. 24 czerwca 2011 - Raleigh, Karolina Północna, USA - Time Warner Cable Music Pavillion at Walnut Creek
10. 25 czerwca 2011 - Virginia Beach, Wirginia, USA - Farm Bureau Live at Virginia Beach
11. 26 czerwca 2011 - Camden, New Jersey, USA - Susquehanna Bank Center
12. 29 czerwca 2011 - Scranton, Pensylwania, USA - Toyota Pavillion at Montage Mountain
13. 30 czerwca 2011 - Mansfield, Massachusetts, USA - Comcast Center
14. 2 lipca 2011 - Uncasville, Connecticut, USA - Mohegan Sun Arena
15. 3 lipca 2011 - Hershey, Pensylwania, USA - Hersheypark Stadium
16. 5 lipca 2011 - Milwaukee, Wisconsin, USA - Marcus Amphitheater
17. 27 lipca 2011 - Cincinnati, Ohio, USA - Riverbend Music Center
18. 30 lipca 2011 - Wantagh, Nowy Jork, USA - Nikon at Jones Beach Theater
19. 31 lipca 2011 - Bristow, Wirginia, USA - Jiffy Lube Live
20. 2 sierpnia 2011 - Saratoga Springs, Nowy Jork, USA - Saratoga Performings Arts Center
21. 3 sierpnia 2011 - Holmdel, New Jersey, USA - PNC Bank Arts Center
22. 6 sierpnia 2011 - Dallas, Teksas, USA - Gexa Energy Pavillion
23. 8 sierpnia 2011 - Sturgis, Dakota Południowa, USA - Sturgis Motorcycle Rally
24. 10 sierpnia 2011 - Maryland Heights, Missouri, USA - Verizon Wireless Amphitheatre
25. 12 sierpnia 2011 - Noblesville, Indiana, USA - Verizon Wireless Music Center
26. 13 sierpnia 2011 - Des Moines, Iowa, USA - Iowa State Fair
27. 16 sierpnia 2011 - Toronto, Kanada - Molson Amphitheatre
28. 17 sierpnia 2011 - Clarkston, Michigan, USA - DTE Energy Music Theatre
29. 19 sierpnia 2011 - Louisville, Kentucky, USA - Freedom Hall
30. 20 sierpnia 2011 - Burgettstown, Pensylwania, USA - First Niagara Pavillion
31. 21 sierpnia 2011 - Corfu, Nowy Jork, USA - Darien Lake Performings Arts Center
32. 24 sierpnia 2011 - Cuyahoga Falls, Ohio, USA - Blossom Music Center
33. 26 sierpnia 2011 - Saint Paul, Minnesota, USA - Minnesota State Fair
34. 27 sierpnia 2011 - Kansas City, Missouri, USA - Sprint Center
35. 29 sierpnia 2011 - Greenwood Village, Kolorado, USA - Comfort Dental Amphitheatre
36. 31 sierpnia 2011 - West Valley City, Utah, USA - USANA Amphitheatre
37. 2 września 2011 - Albuquerque, Nowy Meksyk, USA - Isleta Amphitheater
38. 3 września 2011 - Phoenix, Arizona, USA - Ashley Furniture HomeStore Pavilion
39. 4 września 2011 - Paradise, Nevada, USA - MGM Grand Garden Arena
40. 7 września 2011 - Los Angeles, Kalifornia, USA - Gibson Amphitheatre
41. 9 września 2011 - Mountain View, Kalifornia, USA - Shoreline Amphitheatre
42. 11 września 2011 - Wheatland, Kalifornia, USA - Sleep Train Amphitheatre
43. 14 września 2011 - Ridgefield, Waszyngton, USA - Sleep County Amphitheatre
44. 15 września 2011 - Auburn, Waszyngton, USA - White River Amphitheatre
45. 22 września 2011 - Nowy Orlean, Luizjana, USA - New Orleans Arena
46. 23 września 2011 - The Woodlands, Teksas, USA - Cynthia Woods Michelle Pavillion
47. 24 września 2011 - San Antonio, Teksas, USA - AT&T Center
48. 12 października 2011 - Auckland, Nowa Zelandia - Vector Arena
49. 15 października 2011 - Perth, Australia - Perth Oval
50. 18 października 2011 - Adelaide, Australia - Entertainment Centre
51. 20 października 2011 - Sydney, Australia - Entertainment Centre
52. 22 października 2011 - Melbourne, Australia - Rod Laver Arena
53. 25 października 2011 - Canberra, Australia - AIS Arena
54. 27 października 2011 - Brisbane, Australia - Entertainment Centre
55. 29 października 2011 - Newcastle, Australia - Newcastle Entertainment Centre
56. 5 listopada 2011 - Osaka, Japonia - Osaka International Convention Center
57. 7 listopada 2011 - Tokio, Japonia - Tokyo International Forum
58. 6 grudnia 2011 - Birmingham, Anglia - LG Arena
59. 8 grudnia 2011 - Nottingham, Anglia - Capital FM Arena
60. 9 grudnia 2011 - Glasgow, Szkocja - Scottish Exhibition and Conference Centre
61. 11 grudnia 2011 - Manchester, Anglia - Manchester Evening News Arena
62. 13 grudnia 2011 - Sheffield, Anglia - Motorpoint Arena Sheffield
63. 14 grudnia 2011 - Londyn, Anglia - Wembley Arena